# Liste der denkmalgeschützten Objekte in Rauris
Die Liste der denkmalgeschützten Objekte in Rauris enthält die 20 denkmalgeschützten, unbeweglichen Objekte der Gemeinde Rauris.

## Denkmäler
| Foto |                 | Denkmal                                                                                      | Standort                                                | Beschreibung | Metadaten |
| ---- | --------------- | -------------------------------------------------------------------------------------------- | ------------------------------------------------------- | --- | --- |
| ja   | Datei hochladen | Pfarrhof HERIS-ID: 52767 Objekt-ID: 60382                                                    | Kirchbichlweg 15 Standort KG: Bucheben                  | Der Pfarrhof ist groß und geräumig. Er war als Absteigquartier für die Bergbeamten gedacht. Im schneereichen Winter 1817 hob ein Windlawine (heute würde man wohl Staublawine sagen) das Dach ab und drückte die Fenster ein. Im Inneren hängt ein Ölgemälde des Stifters Erzbischof Colloredo mit jugendlichem Gesicht. | BDA-Hist.: Q38054096 Status: § 2a Stand der BDA-Liste: 2025-06-30 Name: Pfarrhof GstNr.: .218                                                                           |
| ja   | Datei hochladen | Kath. Pfarrkirche hll. Hieronymus und Leonhard und Friedhof HERIS-ID: 52768 Objekt-ID: 60384 | Kirchbichlweg 17 Standort KG: Bucheben                  | Die Kirche wurde erst 1784 errichtet, nachdem einige Bürger aus der Bevölkerung hartnäckig beim Erzbischof vorstellig wurden, um eben in dieser abgelegenen Gegend eine Kirche errichten zu lassen. Gleich daneben und gleichzeitig wurde auch das Vikarhaus gebaut. Die Kirche hat einen dominanten Standplatz und ist vom Tal schon von weitem sichtbar. Am Hochaltar steht eine Statue des hl. Hieronymos (dem Erzbischof Hieronymos Colloredo zu Ehren) und daneben eine des hl. Leonhard, der faktisch als Hauptpatron verehrt wird. | BDA-Hist.: Q38054108 Status: § 2a Stand der BDA-Liste: 2025-06-30 Name: Kath. Pfarrkirche hll. Hieronymus und Leonhard und Friedhof GstNr.: .219 Pfarrkirche Bucheben   |
| ja   | Datei hochladen | Rojacher Hütte HERIS-ID: 113373 Objekt-ID: 131700seit 2021                                   | Standort KG: Bucheben                                   | → Hauptartikel : Rojacher Hütte f1 | BDA-Hist.: Q2162521 Status: Bescheid Stand der BDA-Liste: 2025-06-30 Name: Rojacher Hütte GstNr.: 277/1 Rojacherhütte                                                   |
| ja   | Datei hochladen | Bildstock HERIS-ID: 63673 Objekt-ID: 76359                                                   | Friedhof Standort KG: Rauris                            | Die Seelenleuchte aus Serpentin auf dem Friedhof dient als Lichtstock für das Armenseelenlichtlein. Sie ist mit 1499 bezeichnet. | BDA-Hist.: Q38104030 Status: § 2a Stand der BDA-Liste: 2025-06-30 Name: Bildstock GstNr.: .1                                                                            |
| ja   | Datei hochladen | Forsthaus HERIS-ID: 36543 Objekt-ID: 35524                                                   | Gaisbachstraße 1 Standort KG: Rauris                    | | BDA-Hist.: Q37970563 Status: Bescheid Stand der BDA-Liste: 2025-06-30 Name: Forsthaus GstNr.: 234/2                                                                     |
| ja   | Datei hochladen | Verweserhaus HERIS-ID: 36544 Objekt-ID: 35525                                                | Kirchplatz 1 Standort KG: Rauris                        | Im Verweserhaus – ein Eckhaus am Marktplatz – amtierte bis 1825 der Verwalter der hochfürstlichen Bergwerke. In diesem Haus wird ein Epitaph (Denkmal), ein großes Gemälde der Familien Voglmayr und Ainkäs aufbewahrt. | BDA-Hist.: Q37970573 Status: Bescheid Stand der BDA-Liste: 2025-06-30 Name: Verweserhaus GstNr.: .49                                                                    |
| ja   | Datei hochladen | Friedhofskapelle hl. Michael HERIS-ID: 63672 Objekt-ID: 76358                                | Kirchweg 4 Standort KG: Rauris                          | Die erste, urkundliche Erwähnung erfolgte im Jahr 1497. Mit dem Bau dürfte 1490 begonnen worden sein. Im Inneren zeigt sich ein schönes Netzrippengewölbe und die Wände zeigen gotische Fresken aus etwa 1530. Der Altar hat als Hauptbild die „Sieben Zufluchten“. | BDA-Hist.: Q38104019 Status: § 2a Stand der BDA-Liste: 2025-06-30 Name: Friedhofskapelle hl. Michael GstNr.: .1 Pfarrkirche hll. Jakob und Martin, Rauris               |
| ja   | Datei hochladen | Kath. Pfarrkirche hll. Jakob und Martin HERIS-ID: 52900 Objekt-ID: 60652                     | Kirchweg 4 Standort KG: Rauris                          | Die Pfarrkirche steht vom Friedhof umgeben in der Ortsmitte. Der fünfgeschoßige Westturm und der Chor stammen aus der Spätgotik. Das einschiffige Langhaus wurde von 1774 bis 1780 barock umgebaut. Der Hochaltar stammt aus der 2. Hälfte des 18. Jahrhunderts; auch die Seitenaltäre sind spätbarock. | BDA-Hist.: Q38054983 Status: § 2a Stand der BDA-Liste: 2025-06-30 Name: Kath. Pfarrkirche hll. Jakob und Martin GstNr.: .1 Pfarrkirche hll. Jakob und Martin, Rauris    |
| ja   | Datei hochladen | Pfarrhof HERIS-ID: 52899 Objekt-ID: 60651                                                    | Kirchweg 6 Standort KG: Rauris                          | Der frei stehende, zweigeschoßige Bau mit abgewalmtem Satteldach ist im Kern mittelalterlich. | BDA-Hist.: Q38054967 Status: § 2a Stand der BDA-Liste: 2025-06-30 Name: Pfarrhof GstNr.: .3                                                                             |
| ja   | Datei hochladen | Gemeindeamt Voglmairhaus HERIS-ID: 52898 Objekt-ID: 60650                                    | Marktstraße 30 Standort KG: Rauris                      | Das Voglmairhaus zeigt noch seine alten Strukturen. Es hat an allen 4 Ecken Erker, die auf massiven, schweren Kragsteinen ruhen. Das Portal ist rund mit 'Eselsrücken' und hat ausgemeißelte Blumen. Im Inneren gibt es auch noch ein rundbogiges Steinportal und im ersten Stock ein scharfgratiges Rippengewölbe. Der zweite Stock beherbergt einen großen Saal. Das Gebäude wurde 1896 von der Gemeinde erworben und als Altersheim verwendet. Heute ist hier die Verwaltung der Marktgemeinde Rauris untergebracht.                   | BDA-Hist.: Q38054953 Status: § 2a Stand der BDA-Liste: 2025-06-30 Name: Gemeindeamt Voglmairhaus GstNr.: .50/1 Voglmairhaus                                             |
| ja   | Datei hochladen | Simmerlhaus; Metzgerei HERIS-ID: 36542 Objekt-ID: 35523                                      | Marktstraße 38 Standort KG: Rauris                      | Besonders zu erwähnen ist das schöne, spitzbogige Steinportal des Simmerlhauses. | BDA-Hist.: Q37970553 Status: Bescheid Stand der BDA-Liste: 2025-06-30 Name: Simmerlhaus; Metzgerei GstNr.: .55                                                          |
| ja   | Datei hochladen | Bürgerhaus, Haniflehen, ehem. Brandtnerhaus HERIS-ID: 36541 Objekt-ID: 35522                 | Marktstraße 56 Standort KG: Rauris                      | Das Steinmetzzeichen '1566 S H' auf dem Portal lässt den Schluss zu, dass das Gebäude zu dieser Zeit errichtet wurde. | BDA-Hist.: Q37970543 Status: Bescheid Stand der BDA-Liste: 2025-06-30 Name: Bürgerhaus, Haniflehen, ehem. Brandtnerhaus GstNr.: .62/1                                   |
| ja   | Datei hochladen | Museum, Schulhaus HERIS-ID: 52897 Objekt-ID: 60649                                           | Marktstraße 59 Standort KG: Rauris                      | Das zweigeschoßige Heimatmuseum diente früher als Schulgebäude. Das bemerkenswerte Kielbogenportal ist mit 1563 bezeichnet. | BDA-Hist.: Q38054917 Status: § 2a Stand der BDA-Liste: 2025-06-30 Name: Museum, Schulhaus GstNr.: .35 Rauriser Talmuseum                                                |
| ja   | Datei hochladen | Fürstenmühle HERIS-ID: 36545 Objekt-ID: 35526                                                | Rainbergstraße 17 Standort KG: Rauris                   | Die Fürstenmühle ist lt. 'Lahnsteiner' ein behäbiger Bau und trägt eine Marmortafel des Erzbischofs Johann Jakob Kuen-Belasi aus dem Jahre 1565. Auch der Dachstuhl zeugt von besonderer Zimmermannskunst. Im Gebäude befand sich der Hausaltar, den die Fürstenmüllerin 1785 für die neue Kirche in Bucheben schenken wollte, dieser aber dort nicht angebracht werden konnte. | BDA-Hist.: Q37970583 Status: Bescheid Stand der BDA-Liste: 2025-06-30 Name: Fürstenmühle GstNr.: .14                                                                    |
| ja   | Datei hochladen | Bildstock HERIS-ID: 63710 Objekt-ID: 76396                                                   | bei Rainbergstraße 26 Standort KG: Rauris               | | BDA-Hist.: Q38104091 Status: § 2a Stand der BDA-Liste: 2025-06-30 Name: Bildstock GstNr.: 557/1                                                                         |
| BW   | Datei hochladen | Bildstock HERIS-ID: 63719 Objekt-ID: 76405                                                   | Standort KG: Seidlwinkl                                 | In einem schlichten gemauerten Bildstock mit Stichbogennische befindet sich eine barocke Figur Schmerzensmann, Anfang 18. Jahrhundert. | BDA-Hist.: Q38104111 Status: § 2a Stand der BDA-Liste: 2025-06-30 Name: Bildstock GstNr.: 512/2                                                                         |
| ja   | Datei hochladen | Einödkapelle HERIS-ID: 53337 Objekt-ID: 61270seit 2016                                       | Hüttwinklstraße 7, nordwestlich Standort KG: Seidlwinkl | Barocke Kapelle mit Darstellung der Marienkrönung am Altar und mehrern Figuren, erbaut 1710, 1810 erweitert. | BDA-Hist.: Q38056745 Status: Bescheid Stand der BDA-Liste: 2025-06-30 Name: Einödkapelle GstNr.: .36 Einödkapelle, Rauris                                               |
| ja   | Datei hochladen | Großglockner-Hochalpenstraße HERIS-ID: 63107 Objekt-ID: 75716seit 2016                       | Großglockner Hochalpenstraße Standort KG: Seidlwinkl    | Anmerkung: Der geschützte Teil der Großglockner-Hochalpenstraße erstreckt sich über die Gemeinden Heiligenblut (Katastralgemeinden Zlapp und Hof, Apriach), Fusch und Rauris. | BDA-Hist.: Q64487716 Status: Bescheid Stand der BDA-Liste: 2025-06-30 Name: Großglockner-Hochalpenstraße GstNr.: 621/3, 641/7, 641/12, 732 Großglockner-Hochalpenstraße |
| ja   | Datei hochladen | Ansitz Hohnergut HERIS-ID: 63715 Objekt-ID: 76401seit 2013                                   | Grubweg 24 Standort KG: Unterland                       | | BDA-Hist.: Q38104101 Status: Bescheid Stand der BDA-Liste: 2025-06-30 Name: Ansitz Hohnergut GstNr.: .62                                                                |
| ja   | Datei hochladen | Bauernhof (Anlage), Waldbauer HERIS-ID: 59904 Objekt-ID: 71581                               | Waldbauernweg 8 Standort KG: Unterland                  | Die Fensterlaibungen des zweigeschoßigen gemauerten Mittelflurhauses sind noch von der Gotik geprägt. | BDA-Hist.: Q38089088 Status: Bescheid Stand der BDA-Liste: 2025-06-30 Name: Bauernhof (Anlage), Waldbauer GstNr.: .41 Bauernhof Waldbauer, Unterland                    |